# Mary Petersová (politička)
Mary E. Petersová (* 4. prosince 1948 Peoria, Arizona) je americká politička za Republikánskou stranu. V letech 2006–2009 byla ministryní dopravy USA ve vládě George W. Bushe. Po Elizabeth Doleové byla teprve druhou ženou v tomto úřadě.
Před svým angažmá v Bushově vládě vedla v letech 2001–2005 Federální správu silnic.